# Ahmed Jibril
 (août 2013).
Si vous disposez d'ouvrages ou d'articles de référence ou si vous connaissez des sites web de qualité traitant du thème abordé ici, merci de compléter l'article en donnant les références utiles à sa vérifiabilité et en les liant à la section « Notes et références ».
Ahmed Jibril (en arabe : أحمد جبريل), né vers 1938 à Yazour et mort le 7 juillet 2021 à Damas, est le fondateur et le chef du mouvement nationaliste palestinien Front populaire de libération de la Palestine-Commandement général (FPLP-CG), une scission du Front populaire pour la libération de la Palestine à la suite de son adoption de l'idéologie marxiste-léniniste que Jibril rejetait.
Le FPLP-CG est à l'origine de nombreuses attaques contre Israël. Le groupe s'est fait remarquer pour ses prises d'otages de militaires israéliens pendant la guerre du Liban.
Le fils d'Ahmed Jibril, Jihad Ahmed Jibril, qui dirigeait l'aile militaire du FPLP-CG, a été tué par l'explosion d'une voiture piégée à Beyrouth le 20 mai 2002.

## Biographie
Ahmed Jibril est né à Jaffa en 1938. Sa famille quitte la Palestine pour la Syrie où il est élevé. Il sert comme officier dans l'armée syrienne.
Il fonde le Front de libération palestinien en 1959, il est rejoint par Georges Habache, un ancien du Mouvement nationaliste arabe, avec qui il fonde en 1967 le Front populaire de libération de la Palestine. Il s'agit d'un mouvement nationaliste arabe d'extrême gauche opposé à Yasser Arafat.

## Scission avec le FPLP
Jibril, qui soutient la Syrie, quitte le FPLP en raison des conflits qui opposent Habache au gouvernement syrien. En 1968, Jibril s'est séparé du FPLP en raison de différends sur le marxisme prôné par Habache et Nayef Hawatmeh. Il a formé une nouvelle organisation, Le Front populaire de libération de la Palestine-Commandement général (FPLP-Commandement général). Jibril croit que les Palestiniens gagneront la guerre avec une guerre d'usure.
Il rejoint Habache et d'autres groupes palestiniens pour s'opposer à des négociations avec l'État d'Israël.
Le FPLP-CG a mené en 1987 une attaque suicide avec des deltaplanes. Ils ont utilisé des deltaplanes en toile et en aluminium, équipés d'un petit moteur. Ils ont lancé leurs attaques depuis le Sud-Liban, pour se retrouver à près de 45 km derrière les frontières israéliennes.
Le premier groupe de kamikazes était composé d'un Palestinien, d'un Tunisien, d'un Syrien et d'un Libanais.

## Jibril et sa rivalité avec Yasser Arafat
Le leader du FPLP-CG a toujours entretenu des relations tendues avec Yasser Arafat, chef du Fatah, particulièrement en ce qui concerne les techniques de combats contre Israël, ainsi que de la gestion des affaires internes palestiniennes. En effet, Jibril s'est toujours opposé à la violation de la souveraineté de l'État libanais, celle-ci étant mise à mal par la présence jugée trop imposante des forces d'Arafat depuis l'installation du commandement de l'OLP en 1970. 
De plus, les deux hommes n'ont jamais su trouver un terrain d'entente dans la manière de combattre l'ennemi Israélien. Cela s'est traduit lors de "l'opération du Jalil" en 1982 : 8 soldats de Tsahal sont enlevés au Mont-Liban par un groupe comprenant des combattants du FPLP-CG et du Fatah, l'action étant menée par le neveu d'Ahmed Jibril, Mourad Bushnaq. Après deux ans et demi de fermeté et de détermination, Jibril obtient la libération de 1150 prisonniers Palestiniens et Libanais, contre 3 soldats Israéliens. Il s'agit là du plus grand échange de prisonniers réalisé durant la guerre civile du Liban (1975-1990), qui décrédibilise Arafat chez bon nombre de fedayins. Beaucoup de défections ont suivi dans les rangs du Fatah pour rejoindre les forces de Jibril. 
En outre, le point de divergence le plus important entre les deux hommes demeure leurs visions respectives du mouvement national palestinien. 
Alors qu'Arafat prône l'indépendance totale des orientations politiques et militaires de l’OLP, Jibril croit profondément aux rôles prépondérants des puissances de la région, plus particulièrement de l’Iran, du Hezbollah et surtout de la Syrie. En effet, ayant vécu de longues années en Syrie, servi au sein de l’armée syrienne puis basé son mouvement à Damas, il a toujours noué des relations très étroites et collaboratives avec le régime baasiste. Cet ensemble d’éléments s'est traduit par trois faits principaux :
- Le positionnement militaire du FPLP-CG aux côtés de l’armée syrienne et du Parti social nationaliste syrien durant la guerre du Liban contre les forces de l'OLP, avec notamment le siège des camps de Tripoli en 1983.

- Tandis que le Fatah ne compte pratiquement que des combattants palestiniens du fait de sa nature nationaliste, le mouvement de Jibril compte de nombreux volontaires syriens, irakiens, jordaniens, libyens ou tunisiens (les Palestiniens restent cependant majoritaires).

- La marginalisation progressive du FPLP-CG par l'Autorité palestinienne, car accusé de « vendre » la cause palestinienne au régime syrien. Jibril mentionnera continuellement le fait de ne s’être jamais « assis à la même table que les dirigeants sionistes » et de ne pas avoir trahi le peuple palestinien à travers les accords d’Oslo (1993).

Du fait de n'être jamais retourné en Palestine et de ses positions continuellement hostiles vis-à-vis du Fatah, mouvement le plus populaire au sein de la population palestinienne, Ahmed Jibril porte en lui l’image d’un leader controversé, jouant le jeu du gouvernement syrien et plus généralement de l’alliance Iran-Syrie-Hezbollah.

## Relations avec des groupes islamiques
Jibril aurait reçu l'aide de la République islamique d'Iran via le Hezbollah et le Jihad islamique. Contrairement à Georges Habache qui est chrétien, Jibril pouvait en tant que musulman recevoir l'aide de groupes islamiques.[réf. nécessaire]
Son étroite relation avec les dirigeants du Hezbollah lors de l’émergence de celui-ci en 1982 l'ont conduit à ouvrir ses camps d'entraînements au Sud-Liban aux tout-nouveaux combattants du Parti de Dieu, s'ensuit une longue collaboration politique et militaire entre les deux mouvements.
Israël saisit en 2001 un bateau palestinien dans le port d'Haifa rempli d'armes lourdes, Jibril est accusé d'être à l'origine de ce trafic.
Avec la montée en puissance du Hamas au cours des années 1990, Jibril et son mouvement ne représentent plus aujourd'hui de menace sérieuse, aux yeux des Israéliens.
Le 28 mai 2006, après des tirs de roquettes katioucha, Israël bombarde 2 camps du FPLP-CG à Sultan Yaacoub dans le sud-est du Liban près de la frontière syrienne et à Naameh à seize de kilomètres au sud de Beyrouth. Le 12 juillet 2006, ce camp est à nouveau visé lors de représailles de l'armée israélienne après l'enlèvement de deux de ses soldats par le Hezbollah.

## Mort de Jihad Jibril en 2002
Le 20 mai 2002, le fils d'Ahmed Jibril, Jihad Ahmed Jibril, cadre du FPLP-CG, meurt dans un attentat à la voiture piégé à Beyrouth. Cela fut ressenti comme un énorme coup dur au sein du mouvement, dans la mesure où Jihad, redoutable combattant, était destiné à prendre la relève de son père.

## Massacre du 6 juin 2011
Le 6 juin 2011 avaient lieu les enterrements d'une vingtaine de manifestants palestiniens tués la veille par l'armée israélienne sur le plateau du Golan au camp d'Al-Yarmouk à Damas. Des participants scandèrent des slogans hostiles au FPLP-CG et à Ahmed Jibril qu'ils accusent de manipuler leurs enfants pour détourner l'attention des médias du soulèvement syrien.

## Perte du camp de Al-Yarmouk
Dans le contexte de la guerre civile syrienne, le camp de réfugiés palestinien d'Al-Yarmouk, aux portes de la capitale Damas, est un enjeu de taille dans le conflit qui oppose rebelles et gouvernement de Bachar el-Assad. Après plusieurs jours de combats inter-palestiniens, le camp tombe le 19 décembre 2012 entre les mains des rebelles de l'Armée syrienne libre. Les forces de Jibril restent cependant massées aux portes du camp aux côtés de l'armée régulière, empêchant à l'ASL une quelconque avancée vers le centre de Damas, où Ahmed Jibril réside toujours afin de veiller sur la coordination des opérations militaires menées par ses hommes. 